# Herrarnas förföljelse i bancykling vid olympiska sommarspelen 1988
Herrarnas individuella förföljelse i bancykling vid olympiska sommarspelen 1988 ägde rum den 20 september-22 september 1988 i Seoul, Sydkorea.

## Medaljörer
| Event                 | Guld                           | Silver                | Brons                     |
| Herrarnas förföljelse | Gintautas Umaras Sovjetunionen | Dean Woods Australien | Bernd Dittert Östtyskland |

## Resultat

### Kvalifikationsomgång
| Placering | Cyklist                 | Land                | Tid      | Genomsnittlig hastighet | Kvalificering |
| --------- | ----------------------- | ------------------- | -------- | ----------------------- | ------------- |
| 1         | Bernd Dittert           | Östtyskland         | 4:34,45  | 52,468                  | Q             |
| 2         | Gintaoutas Umaras       | Sovjetunionen       | 4:35,03  | 52,357                  | Q             |
| 3         | Colin Sturgess          | Storbritannien      | 4:35,42  | 52,283                  | Q             |
| 4         | Dean Woods              | Australien          | 4:35,89  | 52,194                  | Q             |
| 5         | Ryszard Dawidowicz      | Polen               | 4:36,21  | 52,134                  | Q             |
| 6         | Peter Clausen           | Danmark             | 4:38,88  | 51,635                  | Q             |
| 7         | Ivan Beltrami           | Italien             | 4:40,94  | 51,256                  | Q             |
| 8         | Gary Anderson           | Nya Zeeland         | 4:40,94  | 51,094                  | Q             |
| 9         | Bruno Risi              | Schweiz             | 4:43,41  | 50,809                  | Q             |
| 10        | Thomas Duerst           | Västtyskland        | 4:45, 59 | 51.421                  | Q             |
| 11        | Jyrki Tujunen           | Finland             | 4;47,05  | 50,165                  | Q             |
| 12        | Gabriel Ovidio Curuchet | Argentina           | 4:47,18  | 50,142                  | Q             |
| 13        | Roman Cermak            | Tjeckoslovakien     | 4:47,63  | 50,064                  | Q             |
| 14        | David Brinton           | USA                 | 4:48,93  | 49,839                  | Q             |
| 15        | Miklos Somogyi          | Ungern              | 4:49,38  | 49,761                  | Q             |
| 16        | Erik Cent               | Nederländerna       | 4:54.16  | 48,952                  | Q             |
| 17        | Jose Antonio Martiarena | Spanien             | 4:54,39  | 48,914                  |               |
| 18        | Patrick Matt            | Liechtenstein       | 4:57,47  | 48,408                  |               |
| 19        | Park Min-Soo            | Sydkorea            | 4:58,57  | 48,229                  |               |
| 20        | Antonio Silvestre       | Brasilien           | 5:02,07  | 47,671                  |               |
|           | Realdo Jessurun         | Surinam             | 09*      |                         |               |
|           | Mostafa Chaichi-Raghimi | Iran                | 010*     |                         |               |
|           | Ira Fabian              | Antigua och Barbuda | DNP      |                         |               |

- 09: Varvad på nionde varvet
- 010: Varvad på tioende varvet

### Åttondelsfinaler
Heat 1
| Placering | Cyklist       | Land        | Tid     | Genomsnittlig hastighet |
| --------- | ------------- | ----------- | ------- | ----------------------- |
| 1         | Gary Anderson | Nya Zeeland | 4:41.25 | 51.200                  |
| 2         | Bruno Risi    | Schweiz     | 4:44.38 | 50.636                  |

Heat 2
| Placering | Cyklist       | Land         | Tid     | Genomsnittlig hastighet |
| --------- | ------------- | ------------ | ------- | ----------------------- |
| 1         | Ivan Beltrami | Italien      | 4:44.33 | 50.645                  |
| 2         | Thomas Duerst | Västtyskland | 4:45.20 | 50.490                  |

Heat 3
| Placering | Cyklist       | Land    | Tid     | Genomsnittlig hastighet |
| --------- | ------------- | ------- | ------- | ----------------------- |
| 1         | Peter Clausen | Danmark | 4:43.71 | 50.756                  |
| 2         | Jyrki Tujunen | Finland | 4:46.65 | 50.235                  |

Heat 4
| Placering | Cyklist                 | Land      | Tid     | Genomsnittlig hastighet |
| --------- | ----------------------- | --------- | ------- | ----------------------- |
| 1         | Ryszard Dawidowicz      | Polen     | 4:42.03 | 51.058                  |
| 2         | Gabriel Ovidio Curuchet | Argentina | 4:50.75 | 49.527                  |

Heat 5
| Placering | Cyklist      | Land            | Tid     | Genomsnittlig hastighet |
| --------- | ------------ | --------------- | ------- | ----------------------- |
| 1         | Dean Woods   | Australien      | 4:36.49 | 52.081                  |
| 2         | Roman Cermak | Tjeckoslovakien | 011*    |                         |

Heat 6
| Placering | Cyklist        | Land           | Tid     | Genomsnittlig hastighet |
| --------- | -------------- | -------------- | ------- | ----------------------- |
| 1         | Colin Sturgess | Storbritannien | 4:37.17 | 51.953                  |
| 2         | David Brinton  | USA            | 4:47.27 | 50.127                  |

Heat 7
| Placering | Cyklist           | Land          | Tid     | Genomsnittlig hastighet |
| --------- | ----------------- | ------------- | ------- | ----------------------- |
| 1         | Gintaoutas Umaras | Sovjetunionen | 4:35.32 | 52.302                  |
| 2         | Miklos Somogyi    | Ungern        | 09*     |                         |

Heat 8
| Placering | Cyklist       | Land          | Tid     | Genomsnittlig hastighet |
| --------- | ------------- | ------------- | ------- | ----------------------- |
| 1         | Bernd Dittert | Östtyskland   | 4:36.01 | 52.172                  |
| 2         | Erik Cent     | Nederländerna | 011*    |                         |

- 09: Varvad på nionde varvet
- 011: Varvad på elfte varvet

### Kvartsfinaler
Heat 1
| Placering | Cyklist        | Land           | Tid     | Genomsnittlig hastighet |
| --------- | -------------- | -------------- | ------- | ----------------------- |
| 1         | Colin Sturgess | Storbritannien | 4:39.39 | 51.540                  |
| 2         | Gary Anderson  | Nya Zeeland    | 4:42.82 | 50.915                  |

Heat 2
| Placering | Cyklist            | Land       | Tid     | Genomsnittlig hastighet |
| --------- | ------------------ | ---------- | ------- | ----------------------- |
| 1         | Dean Woods         | Australien | 4:35.11 | 52.342                  |
| 2         | Ryszard Dawidowicz | Polen      | 4:39.44 | 51.531                  |

Heat 3
| Placering | Cyklist       | Land        | Tid     | Genomsnittlig hastighet |
| --------- | ------------- | ----------- | ------- | ----------------------- |
| 1         | Bernd Dittert | Östtyskland | 4:33.70 | 52.612                  |
| 2         | Peter Clausen | Danmark     | 4:42.62 | 50.951                  |

Heat 4
| Placering | Cyklist           | Land          | Tid     | Genomsnittlig hastighet |
| --------- | ----------------- | ------------- | ------- | ----------------------- |
| 1         | Gintaoutas Umaras | Sovjetunionen | 4:32.83 | 52.780                  |
| 2         | Ivan Beltrami     | Italien       | 010*    |                         |

- 10: Varvad på tionde varvet

### Semifinaler
Heat 1
| Placering | Cyklist       | Land        | Tid     | Genomsnittlig hastighet |
| --------- | ------------- | ----------- | ------- | ----------------------- |
| 1         | Bernd Dittert | Östtyskland | 4:39.06 | 51.601                  |
| 2         | Dean Woods    | Australien  | 4:35.02 | 52.359                  |

Heat 2
| Placering | Cyklist           | Land           | Tid     | Genomsnittlig hastighet |
| --------- | ----------------- | -------------- | ------- | ----------------------- |
| 1         | Gintaoutas Umaras | Sovjetunionen  | 4:40.24 | 51.384                  |
| 2         | Colin Sturgess    | Storbritannien | 4:46.25 | 50.305                  |

### Final
| Placering | Cyklist           | Land          | Tid     | Genomsnittlig hastighet |
| --------- | ----------------- | ------------- | ------- | ----------------------- |
| 1         | Gintaoutas Umaras | Sovjetunionen | 4:32.00 | 52.941                  |
| 2         | Dean Woods        | Australien    | 4:35.00 | 52.363                  |